# Ludwig Schaffernicht
Ludwig Schaffernicht (* 1961) ist ein deutscher Schauspieler und Verleger.
Schaffernicht ist gelernter Verlagskaufmann und seit 1989 Geschäftsführer des Wilhelm Köhler Verlags in München. Seine Tochter Katharina Schaffernicht ist ebenfalls Theaterschauspielerin.

## Filmographie (Auswahl)
- Chiemgauer Volkstheater
  - 2010: Weil mir zwoa Spezi san
  - 2011: Der ledige Hof
  - 2011: Der Narrenbacher Almabtrieb
  - 2011: Altaich
  - 2013: Der Matratzenspion
  - 2015: Da Leflutti
  - 2016: A Kufern
  - 2017: Bixnmadam
  - 2018: Nicht Öffentlich[3]
- Der Komödienstadel
  - 2020: Da Austrags-Schwindel